# Национальное агентство координации разведки (Филиппины)
Национальное агентство координации разведки (филипп. Pambansang Sangay para sa Pagsasamang Kaalaman, PSPK) — главная разведывательная служба Филиппин, отвечающая за проведение открытых и тайных разведывательных операций.
Возглавляет агентство Генеральный директор, который подчиняется непосредственно президенту.
При PSPK существует Национальный совет по разведке, который служит в качестве консультативного органа Генерального директора PSPK

## История
Агентство было создано в 1949 году указом № 235 президента Элпидио Кирино и подверглось реорганизации в 1954 году. Президент Ф.Маркос указом № 51 от 16 сентября 1972 года президента упразднил агентство, заменив его Национальной службой разведки и безопасности (NISA) во главе с генералом Фабианом Вером, ранее занимавшего должность командующего Вооружёнными силами Филиппин.
Во время правления Маркоса NISA служило главным образом в качестве политической полиции, для выслеживания и расправ с противниками режима. После прихода к власти Корасон Акино в 1987 году NISA было переименовано в Национальное агентство координации разведки, а приоритеты в его работе были смещены на борьбу с коммунистическим движением.
В 1990 году на Советника по национальной безопасности президента Филиппин была возложена обязанность осуществлять надзор и контроль за деятельностью Агентства и обеспечивать оперативное реагирование на запросы президента и Совета национальной безопасности.

## Текущие задачи
Согласно указу президента № 492 от 1 февраля 2006 года, Агентству поручено активизировать деятельность Национального центра морской и воздушной разведки (англ. National Maritime Aerial Reconnaissance and Surveillance Center, NMARSC), который является главным центром видовой разведки в филиппинском разведывательном сообществе. Под контролем Советника по национальной безопасности NMARSC будет выполнять операции, связанные с использованием беспилотных летательных аппаратов в интересах различных государственных учреждений.
Сотрудники Агентства осуществили арест нескольких членов исламской террористической группировки Абу Сайяф, а также Андала Ампатуана — организатора массовой резни в Магинданао 2009 года.
Агентство также активно участвует в исполнении закона о борьбе с терроризмом, известном как «Закон о безопасности человека», подписанном президентом Глорией Макапагал-Арройо в 2007.
С 2005 года Агентство развернуло деятельность в сфере экономической разведки и контрразведки.
Офицеры связи Агентства являются официальными сотрудниками дипломатических представительств Филиппин за рубежом.

## Организационная структура
- Аппарат Генерального директора — во главе с генеральным директором;
- Оперативное управление — во главе с помощником генерального директора по операциям;
- Производственное управление производством — во главе с заместителем генерального директора по производству;
- Административное управление — во главе с заместителем генерального директора по администрации;
- Офис управления и планирования;
- Контрольное управление;
- Полевые подразделения.

## Известные генеральные директора
- Фабиан Вер — 1972—1976;
- Альфредо Филлер[7]
- Кол Висенте Юмул — 1986 -?
- Трифонио Салазар[англ.] — настоящее время.